# Julika Griem
Julika Griem (* 1963) ist eine deutsche Anglistin und Literaturwissenschaftlerin. Seit dem 1. April 2018 ist sie Direktorin des Kulturwissenschaftlichen Instituts Essen (KWI).

## Leben
Griem studierte Anglistik und Germanistik an der Albert-Ludwigs-Universität Freiburg und der University of Massachusetts und war wissenschaftliche Mitarbeiterin an den Universitäten Freiburg und Stuttgart. Sie promovierte 1995 in Freiburg und habilitierte 2005 an der Universität Stuttgart.
Von 2005 bis 2012 war Julika Griem Professorin für anglistische Literaturwissenschaft an der TU Darmstadt. Seit 2012 ist Julika Griem Professorin für englische Literatur und Literaturwissenschaft an der Goethe-Universität in Frankfurt am Main.
Seit 2015 leitet sie zusammen mit Susanne Komfort-Hein das von der Volkswagenstiftung geförderte Forschungskolleg „Schreibszene Frankfurt. Poetik, Publizistik und Performanz von Gegenwartsliteratur.“
Von Juli 2016 bis Dezember 2023 war Griem Vizepräsidentin der Deutschen Forschungsgemeinschaft (DFG).
Im November 2017 wurde Julika Griem als Leiterin des Kulturwissenschaftlichen Instituts Essen berufen. Sie trat diese Stelle am 1. April 2018 an. 2025 wurde sie zum korrespondierenden Mitglied der Niedersächsischen Akademie der Wissenschaften zu Göttingen gewählt.

## Veröffentlichungen (Auswahl)
- mit Petra Gehring, Michael Haus, Sybille Frank: Städte unterscheiden lernen. Zur Analyse interurbaner Kontraste.  2014. ISBN 978-3-593-50211-3.
- mit Sebastian Scholz: Tatort Stadt. Mediale Topographien eines Fernsehklassikers. 2010. ISBN 978-3-593-39163-2.
- mit Susanne Scholz: Medialisierungen des Unsichtbaren um 1900. 2010. ISBN 978-3-7705-4787-6.
- Monkey Business. Affen als Figuren anthropologischer und ästhetischer Reflexion 1800–2000. 2010. ISBN 978-3-89626-857-0.
- mit Hans Ulrich Seeber: Raum- und Zeitreisen. Studien zur Literatur und Kultur des 19. und 20. Jahrhunderts. 2003. ISBN 978-3-484-40137-2.
- Bildschirmfiktionen. Interferenzen zwischen Literatur und neueren Medien. 1998.
- Brüchiges Seemannsgarn. Mündlichkeit und Schriftlichkeit im Werk Joseph Conrads. 1995.